# Ingrid Wilm
Ingrid Wilm, född 8 juni 1998, är en kanadensisk simmare.

## Karriär
I december 2022 vid kortbane-VM i Melbourne tog Wilm delat brons med amerikanska Claire Curzan på 100 meter ryggsim samt var en del av Kanadas kapplag som tog brons på 4×100 meter medley. Hon erhöll även ett brons efter att ha simmat försöksheatet på 4×50 meter mixed medley, där Kanada sedermera tog medalj i finalen.
I februari 2024 vid VM i Doha tog Wilm brons på både 50 och 100 meter ryggsim.